# Зёльд, Шандор
Шандор Зёльд (венг. Zöld Sándor; 19 мая 1913, Надьварад (ныне Орадя) — 20 апреля 1951, Будапешт) — венгерский политик, член ВПТ, по специальности врач. Занимал должность министра внутренних дел в 1950—1951 гг., сменив в этой должности репрессированного Яноша Кадара.
Родился на территории, которая в результате Трианонского договора отошла к Румынии, в связи с чем его семья после 1-й мировой войны переселилась в венгерский город Береттьоуйфалу. В 1932 г. он вступил в нелегальную коммунистическую партию, входил во фракцию Дьюлы Каллаи. Участвовал в «Мартовском фронте», включавшем группу «народных писателей». С 1942 г. работал врачом-терапевтом в больнице г. Береттёуйфалу.
В конце Второй мировой войны стал депутатом временной Национальной ассамблеи.
В июне 1950 г. сменил Яноша Кадара в должности министра внутренних дел. 19 апреля 1951 г. на партийном съезде лидер партии Матьяш Ракоши выступил с критикой работы министерства внутренних дел и старых связей Зёльда с «Мартовским фронтом». На следующий день Зёльд покончил жизнь самоубийством. Согласно официальным сводкам, перед самоубийством он убил жену, мать и двоих детей. Посмертно снят с должности и исключён из партии. 1 июня 1957 г. его останки перезахоронены на кладбище Керепеши.